# 塩谷正義 (代官)
塩谷 正義（しおのや まさよし）は、江戸時代後期の武士（幕臣）。塩谷義通流塩谷氏の7代目。塩谷大四郎の通称で広く知られている。

## 生涯

### 生まれてから塩谷奉正の養子となるまで
粟津清喬の次男（庶子）として武蔵国葛飾郡に生まれる。
粟津氏は、平安時代に酒呑童子を退治したと伝わる源頼光の支流と言われ、近江の粟津を発祥とする一族であった。正義の粟津家は、元和2年（1616年）に御徒（おかち）として江戸幕府に仕え、代々鳥見役として150俵扶持を得てきた御家人の家柄である。天明4年（1784年）5月25日、正義が16歳の時に父清喬は二条城の鉄砲奉行になるが、その2年後の天明6年（1786年）8月4日、その父が京都で没して、兄の清郷が28歳で家督を継いだ。その頃正義は、岡田寒泉を師事し、寒泉精舎という塾に通って学問に励んでいた。
一方で、正義がのちに養子に入る塩谷義通流の塩谷家は、家禄が25俵取りという微禄の家柄で、粟津家よりも家格が低い御家人であった。時の当主塩谷奉正は、子に恵まれなかったわけではなかったが、天明6年（1786年）に嫡男正房が33歳で奉正に先立って没すると、正房の遺児である鉄之丞を養子とするも、これも間もなく病死した。次男正住は病者のために家督を継げず、三男正英（鈴木正誼）はすでに養子に出しており、家督を継ぐ者がいなくなっていた。奉正の周囲では、こうした不幸が続いたものかは不明だが、奉正は、弟の正澄の娘や嫡男正房の妻の父中村孝邦の娘（正房室の妹）を養女としており、正房が亡くなった後は、正房の娘も養女としていた。
そこで奉正は、正房の死から2年後の天明8年（1788年）11月25日、養女としていた正房の娘おかねの婿として鳥見役粟津家の次男正義に白羽の矢を立て、粟津家もこれを受け、20歳となっていた正義は、かねを妻として婿養子として塩谷家に入った。正義は初め、塩谷惟寅（これのぶ）と名乗った。

### 勘定方時代
塩谷奉正の養子となった正義は、24歳となった寛政4年（1792年）正月26日に切米100俵の御勘定として採用される。同期生は10人で、翌年10月には京都から勅使・院使の下向という盛事があり、正義は公家衆賄向き取締を申し付けられた。これを無事に果たすと、その年から3年間にわたり同じ役目を任せられ、正義はこれらを無難にこなし、その評価を高めていった。
寛政7年（1795年）5月17日、養父奉正が没すると、同年8月3日、幕府の許しを得て家督を相続した。ちなみに『徳川実紀』によると、火付盗賊改方で有名な長谷川宣以も同年同日に正義とともに家督を継承しており、この時に正義、宣以も含めて10人の家督相続が認められている。
そして、家督を継いで28歳となっていた正義は、寛政8年（1796年）1月14日、それまでの業績が認められ、同期生10人の中で先頭を切って勘定吟味方改役に任命され、家禄も毎月10人分の扶持米が追加された。それから約1か月後、日光東照宮や家光廟、その他の諸房の改修が行われることになり、これに正義も参加することとなり、ここでも業績を挙げた正義は寛政10年（1798年）6月22日、恩賞として黄金2枚を下賜され、さらに寛政12年（1800年）3月14日、32歳になった正義は丹後・但馬にある幕府領合わせて5万石の代官に任命され、飛躍的な出世を遂げた。

### 代官時代

#### 久美浜代官時代
代官に任命された正義は、同年8月3日、丹後国久美浜代官所に妻かねと共に赴いた。これに先立つ7月、正義は任地に赴く前の身辺整理に伴い、塩谷家の先祖代々の墓を新たに立てて先祖供養している。翌享和元年（1801年）1月28日には、任地で嫡男捨五郎（正路）が誕生した。この地でも正義は、民政を重視し、夜間になって支配地内を密かに巡視し、民情把握に務めた逸話が残るなど、昼夜を問わない働きで着々と実績を積み重ね、文化2年（1805年）5月には、美作国1万石が加増され、合わせて6万石を支配する代官となった。美作を加増された正義は、吉野郡で間引きという悪習が続いていることを知り、これを改めるため、貧しい人々の生活を支援するために基金を設立している。

#### 大坂代官時代
文化9年（1812年）12月、正義は支配地の場所替えを命じられ、摂津・播磨の幕府領を支配する代官となり、任地も大坂谷町に移った。支配地の石高規模は任地替え以前と同様であったが、文化12年（1815年）4月には大坂堤奉行・廻船改役・御蔵取締も命じられ、大都市大坂の治水、水運、金庫の管理も正義に任されるようになっていた。そして、翌文化13年（1816年）8月29日、さらに支配地が1万石増やされるとともに、再び任地替えを命じられ、豊後国の日田の代官となった。

#### 日田代官時代
正義が就任した日田代官は、日田郡のある豊後国から豊後・豊前・筑前・日向にある15万石もの幕府領を支配するとともに、薩摩藩の島津家、熊本藩の細川家、佐賀藩の鍋島家、福岡藩の黒田家など九州の外様大名たちを監視する重要な役職であった。正義は、日田代官の就任にあたっては家族を同行せずに江戸に戻し、単身で日田に向かい、文化14年（1817年）10月25日に日田陣屋に着任した。単身で日田に赴いたのには、嫡男正路が17歳となり、そろそろ正路自身の仕官のことも考えなければならなかった事情もあった。
日田に着任した翌月の11月16日、正義は70歳以上の老人を代官所に集めて敬老会を開くなど、現地の人々の人心掌握に努めた。翌文政元年（1818年）4月には、月隈山の山道を改修した際に、山際に十余の岩穴が出てきて、そこから白骨が見つかったため、それらの白骨を集めて山麓に改装し、帰安碑を建てて弔うなどもした。この帰安碑の碑文は、豊後の三賢の一人として数えられる咸宜園を創立した広瀬淡窓によって書かれている。淡窓は、この翌年の9月に正義の用人格の筆頭である宇都宮正蔵に次ぐ用人格の正義の家臣となっている。さらに文政3年（1820年）には、日田陣屋に一角に災害時などに備えて米を供給するための備蓄米の蔵として、2間半の5間という陰徳倉を建てた。この2年後の文政5年（1822年）2月の隈町の大火の際には、この蔵米を被災者に配って災害支援に役立ち、この陰徳倉は正義の善政のひとつに数えられている。この蔵米は、貧困救済の事業にも役立てられた。
広瀬淡窓が正義の家臣となった年の文政2年（1819年）5月、筑後川河口の有明海の漁業権を巡って、柳川藩・佐賀藩・久留米藩による三つ巴の争いが発生し、幕府が仲裁に入るという事件があった。この裁きは、正義が着任した日田陣屋で行われることとなり、御用役所が設置され、吟味役となる幕府の巡見使と三藩の送り役人を含めて500人にも達するという大がかりなものとなり、場合によっては幕府による厳しい裁定も下される事態となったが、この際に正義は、精力的に柳川藩を説得して内済扱いにすることに成功したため、最終的には幕府による吟味や裁きは行われず、この騒動に伴う罪人を各藩で内々に処分することで、事を大きくせずに決着させた。これにより、正義の日田代官としての外交的手腕も証明され、代官としての評価を高めていった。
この筑後川河口の入合漁場紛争を解決した年の9月4日、正義は代参者を立てて、塩谷家の先祖の支配地であった下野国塩谷郡にある塩谷家の菩提寺・長興寺に紗綾（さや）
を2巻、御菓子1箱を寄進し、先祖供養にも努めた。
文政3年（1820年）12月11日、正義は西国郡代昇進の内示を受けて、いったん日田の地を離れ、翌文政4年（1821年）1月29日に江戸に到着、5月22日に江戸城にて正式に西国郡代に任命された。

##### 飯田井路工事
文化11年（1814年）から天保10年（1831年）にかけて開削されていた玖珠郡の飯田井路の開削にも関わり、田野村・野上村・後野上村を灌漑した。また田野村の硫黄鉱山の採掘事業も行っている。1941年（昭和16年）に塩谷代官記念碑が建立された。

### 西国郡代時代
文政5年（1822年）5月9日に日田に帰任した正義だったが、帰任翌年の文政6年（1823年）7月14日に、まだ23歳と若かった嫡男正路の嫁が亡くなり、さらにその翌年の文政7年（1824年）11月12日には、日田陣屋の居間の拡張工事を終えたばかりの正義に実母の訃報が日田に届くなど、身内の不幸が相次いだ。

#### 小ヶ瀬井路工事
しかし、正義にそれを悲しんでいる暇はなかった。日田地方の田島村一帯の水利が悪く土地も痩せており、秋になっても実が実らずに稲を燃やしてしまうということが続いていたため、文政6年（1823年）から小ケ瀬井手の用水路工事に着手し、人手や資金、資材の確保や計画の進行に奔走していた。人手としては、１日で数十人から百人程度を常に確保し、資金は約1000両を集めた。
だが、工事は難航を極め、現在に残る碑文には
源ヶ鼻から現在の田島専念院下までのニ,ニニ二メートルの間の工事の井路の中心で、隧道工事は源ヶ鼻の堅石を掘り貫くため、一日に僅か二・三寸しか切り貫けないほどの難工事であった。会所山の隧道工事は酸素不足や落盤事故で苦しみ、竹筒で空気を送り、土砂搬出用の隧道を掘り、隧道の両側に石垣を築き、その上に平石を置いたり合掌式に石を組み合わせたりして落盤を防いだ。山すその隧道では明り取りの穴を掘ったりした。
と、当時の様子を伝えている。
そうした難工事を経て、文化7年（1824年）12月28日、試験通水が行われ、最終的に工事が完了したのは翌年4月であった。これと並行して日田・玖珠間の道路改修工事も行われた。
一方、この間に妻を亡くした正路が、文政6年（1823年）11月8日に両番入りを果たし、幕府の役人となっている。

#### 三隈川の通船工事
小ヶ瀬井路の工事が完了すると同時期の文化8年（1825年）4月から正義は、三隈川の通船工事に着手した。玖珠郡の年貢米の輸送を容易にするための工事で、同時に日田地方の年貢米の積み出しを目的として、花月川や中城川の堰造りも含めた通船工事も竣工させた。広瀬淡窓の弟である広瀬久兵衛（博多屋久兵衛）を中心として進められ、これらの工事は順調に進み、同年の12月に竣工を果たした。同時期、同時並行で八代領から7～8人の舟子を雇い船の建造も行い、水運を活発にした。
この工事が行われた文政8年（1825年）12月7日、嫡男正路が小納戸役に抜擢された。

#### 豊前浜の干拓事業
正義の西国郡代としての最大の事業が豊前浜の干拓事業であった。文政7年（1824年）から計画され、幕府領のみならず、肥前島原藩松平家の領地を始めとして、中津藩、立石藩、日出藩、杵築藩、延岡藩の各領地や宇佐神宮の神領にもまたがる大事業で、その政治的な調整から協力者、資金集めまで、正義が最も労苦を尽くした事業であった。文政9年（1826年）から次々と干拓、新田開発が起工され、天保5年（1834年）まで続くものとなった。ただ、それは正義が関わった期間に限るもので、この干拓・新田開発事業は、最終的には大正10年（1921年）まで続けられており、その先駆者としての正義の偉業は、明治45年（1912年）に贈正五位、昭和11年（1936年）9月には大分県の呉崎で没後100年祭が行われ顕彰されるほどであった。
しかしこの事業では、多大な資金的負担や労役による過酷な負担に苦しめられた者たちも多く、開発された新田の年貢米の1割が、その功績をたたえる名目で終身正義に与えられることになっていたことから、民衆の不満が高まる決定的な要因にもなった事業であった。

#### 咸宜園への干渉
咸宜園は広瀬淡窓による私塾であったが、正義は何度かこれを代官管轄の官学にしようと干渉を行った。淡窓はこれを官府の難と言って恐れ、淡窓自身が書いた『懐旧楼筆記』に「近年官府の災難頻り（しきり）に
起こり」と記している。最終的に淡窓は咸宜園の私塾の地位を守り続けたが、干渉の中には、正義の家来である宇都宮正蔵の次男茂知蔵が学業を怠ったことを理由に淡窓が叱責すると、ちょうど茂知蔵の父親である正蔵が亡くなった時期とも重なり、「父無し子になった茂知蔵をしりぞけた」と淡窓を問責するという理不尽なものもあった。

#### 盲人養育田の設置
ただ、そのように理不尽なこともあったが、正義が信念をもって教育などに取り組んでいたことは事実であり、天保5年（1834年）に宇佐郡に目が不自由な人々を支援するために、生活に余裕のある者たちから応分の寄付を得て6町歩の水田を購入し、年貢分を除いた36石をその養育費に充当するなど、福祉にも功績を残した。

#### 広瀬井路工事
かつて宇佐神宮庁が開削を試みた神宮領の広瀬井路（現宇佐市）は、文化11年（1814年）からは富田久兵衛と日田丸屋矢野興兵衛により再開削が試みられていたが資金難に陥り、1822年（文政2年）に塩谷が3度目の工事を企てた。1835年（天保6年）に開通はしたが一部に崩落が生じた。

### 晩年
天保6年（1835年）8月20日、正義は、幕府より召喚の命を受けて、同年9月24日江戸に戻った。正義の事業で大きな負担を強いられた富豪の一人が、不満を持つ者たちの代表として幕府に直訴したためであった。正義が江戸に戻ると、幕府による審問が行われた。しかし、正義の功績を評価していた幕府は、最終的には正義に日田帰任を勧めた。しかし、この頃の正義は高齢もあって体力が落ちており、この一件で気力も失い、もはや西国郡代を続けられるような心身の状態ではなくなっていた。そして、正義の子である正路が正義の江戸在勤を幕府に願い出て受理され、正義は西国郡代の任を解かれ、天保7年（1836年）3月4日に江戸城二の丸留守居役を命じられた。
そして同年9月8日、牛込の自宅において家族に看取られ、68歳で正義は没した。